# (32555) 2001 QZ29
2001 QZ29 (asteroide 32555) é um asteroide da cintura principal. Possui uma excentricidade de 0.32516320 e uma inclinação de 12.69430º.
Este asteroide foi descoberto no dia 16 de agosto de 2001 por LINEAR em Socorro.